# ميكاه بلرين
ميكاه بلرين (بالإنجليزية: Micah Pellerin)‏ هو لاعب كرة قدم أمريكية أمريكي، ولد في 23 نوفمبر 1988 في نيو أورلينز في الولايات المتحدة.

## وصلات خارجية
- ميكاه بلرين على موقع مرجع كرة القدم المحترفة.كوم (الإنجليزية)